# Charaxes baumanni
Charaxes baumanni är en fjärilsart som beskrevs av Alois Friedrich Rogenhofer 1891. Charaxes baumanni ingår i släktet Charaxes och familjen praktfjärilar. Inga underarter finns listade i Catalogue of Life.

## Bildgalleri

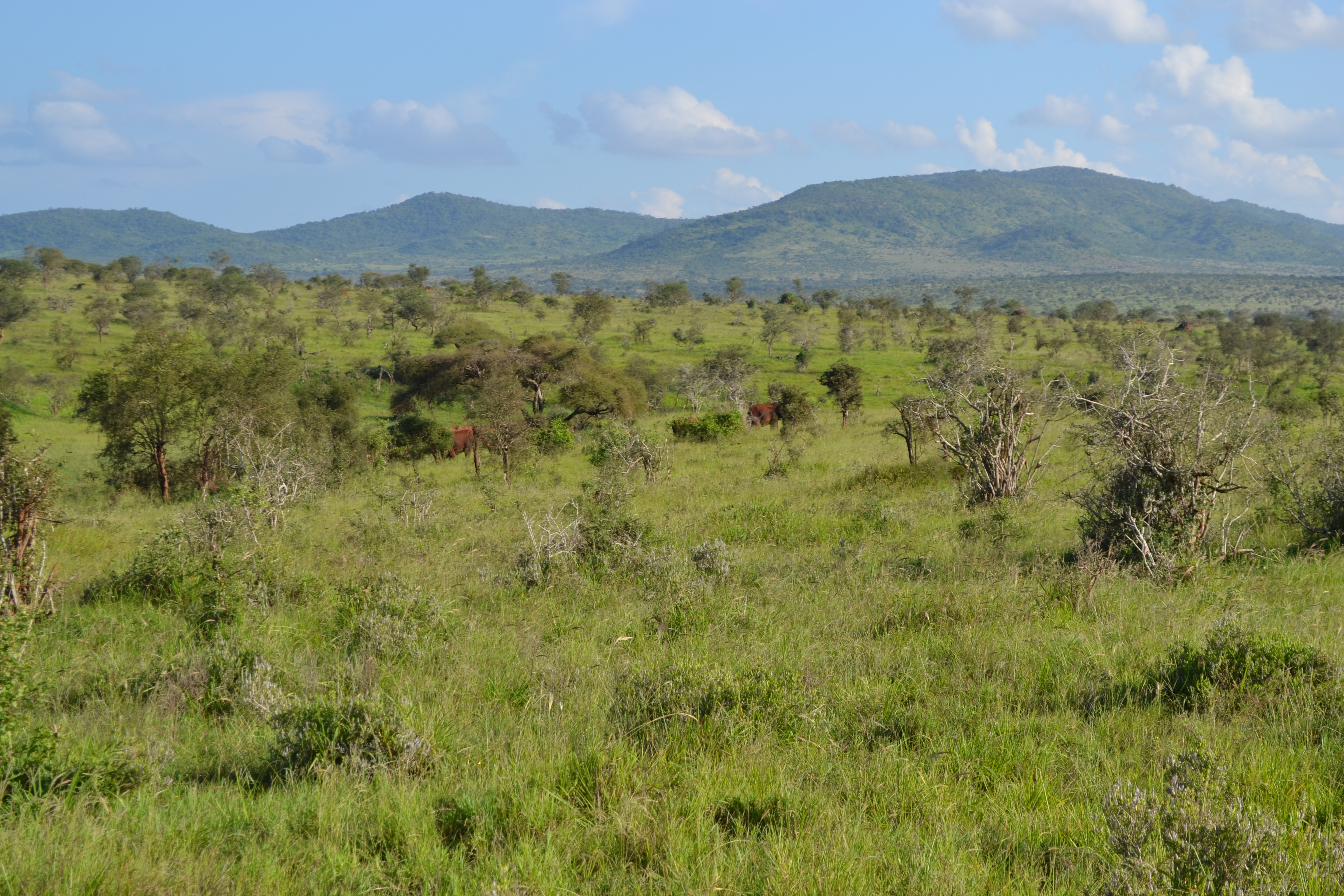